# Carmen Scheibenbogen
Carmen Scheibenbogen (* 16. März 1962 in Oberviechtach) ist eine deutsche Hämatoonkologin und Professorin für Immunologie an der Berliner Charité. Ihre Forschungsschwerpunkte sind die Myalgische Enzephalomyelitis/das Chronische Fatigue-Syndrom (ME/CFS) und Long COVID bzw. das Post-COVID-Syndrom sowie Immunmonitoring, -defekte, -therapien und Tumorimpfstoffe.
Scheibenbogen leitet die einzige Ambulanz für erwachsene Menschen mit ME/CFS in Deutschland. Sie engagiert sich öffentlich für eine stärkere Wahrnehmung von ME/CFS sowie eine Verbesserung der Situation Betroffener.

## Beruflicher Werdegang
Scheibenbogen studierte von 1982 bis 1988 mit einem Stipendium der Studienstiftung des deutschen Volkes Humanmedizin an den Universitäten Bonn und Marburg. Während ihres Studiums arbeitete sie ein Semester in Denver (USA). 1987 wurde sie an der Universität Marburg promoviert. Anschließend war sie von 1988 bis 1990 an der Universität Freiburg in der Hämatoonkologie wissenschaftlich tätig. Von 1990 bis 1998 war sie an der Universität Heidelberg beschäftigt. Sie wurde 1994 Fachärztin für Hämatoonkologie. 1997 wurde Scheibenbogen habilitiert und erlangte die Venia Legendi.
Gefördert durch die Deutsche Forschungsgemeinschaft leitete sie ab 1998 als Oberärztin eine Arbeitsgruppe an der Charité mit dem Schwerpunkt Tumorimmunologie und Entwicklung von Tumorimpfstoffen. Die Ernennung zur Professorin für Immunologie, verbunden mit der stellvertretenden Leitung des Instituts für Medizinische Immunologie der Charité, erfolgte 2007. Sie steht der Immundefektambulanz der Charité vor und ist Direktorin des Charité Fatigue Centrums.

## Versorgungs- und Forschungsschwerpunkte
2007 übernahm Scheibenbogen eine Sprechstunde für ME/CFS an der Charité. In einem Interview mit Der Spiegel berichtete sie rückblickend, dass es zu diesem Zeitpunkt „viel Unverständnis von ärztlicher Seite zu ME/CFS gab, bis hin zur Stigmatisierung der Erkrankten“. Sie initiierte Forschungsprojekte und erste klinische Studien, auch organisierte sie Fortbildungen für Ärztinnen und Ärzte und Betroffene. Auf Fachtagungen wurde Scheibenbogen nach eigener Aussage ehemals „oft schlicht nicht ernst genommen oder harsch kritisiert“. Deshalb konzentrierte sie sich schließlich auf ME/CFS. Schwerpunkt der Forschung ihrer Arbeitsgruppe ist bis heute die Rolle von Autoimmunität und des Epstein-Barr-Virus bei ME/CFS. 2018 gründete sie das Charité Fatigue Centrum. Dort werden Erwachsene aus Berlin und Brandenburg mit ME/CFS diagnostiziert. Eine Behandlung erfolgt aufgrund fehlender Kapazitäten nicht.
2015 gründete sie gemeinsam mit anderen internationalen Wissenschaftlerinnen und Wissenschaftlern das von der Europäischen Union geförderte ME/CFS-Netzwerk EUROMENE. Von 2016 bis 2021 war Scheibenbogen Vorstandsmitglied. Vom Innovationsfonds erhält sie seit 2021 eine Förderung für die Versorgungsstudie CFS_CARE. Gemeinsam mit Uta Behrends und dem Klinikum rechts der Isar der Technischen Universität München baut sie seit 2021 mit einer Förderung des Bundesministeriums für Gesundheit ein standortübergreifendes ME/CFS-Register auf. 2021 unterstützte sie zudem den Aufbau des Post-COVID-Netzwerks der Charité.
Seit 2022 leitet sie das vom Bundesministerium für Bildung und Forschung geförderte Verbundforschungsprojekt IMMME: Immune Mechanisms of ME. Im selben Jahr erhielt Scheibenbogen zusammen mit Ärztinnen und Ärzten und Wissenschaftlerinnen und Wissenschaftlern unterschiedlicher Fachrichtungen und mehrerer Universitäten eine Förderung vom Bundesministerium für Bildung und Forschung für eine klinische Studienplattform für ME/CFS und das Post-COVID-Syndrom (Nationale Klinische Studiengruppe MECFS PCS, NKSG).
Scheibenbogen ist an einer Vielzahl an wissenschaftlichen Publikationen zu ME/CFS und Long COVID beteiligt. In einer Kohortenstudie zeigte sie zusammen mit anderen Autorinnen und Autoren, dass viele Betroffene des Post-COVID-Syndroms die Kriterien für ME/CFS erfüllen. Laut Der Spiegel zählt Scheibenbogen in der Gegenwart zu den renommiertesten Forscherinnen zu Long COVID und ME/CFS.

## Öffentliche Aktivitäten zu ME/CFS und Long COVID
Scheibenbogen setzt sich seit vielen Jahren öffentlich für die Erforschung von ME/CFS und die Verbesserung der Versorgung Betroffener ein. Seit der COVID-19-Pandemie vertritt sie zudem die Anliegen Long-COVID-Erkrankter. 
Sie nahm an mehreren Anhörungen zu ME/CFS und Long COVID teil, unter anderem im Petitions- und im Gesundheitsausschuss des Deutschen Bundestages sowie am Runden Tisch des Bundesministeriums für Gesundheit. Sie ist Vorsitzende des ärztlichen Beirats der Deutschen Gesellschaft für ME/CFS sowie Mitglied des Arbeitskreises „Long-Covid“ der Bundesärztekammer und der Expertengruppe Long COVID Off-Label-Use des Bundesministeriums für Gesundheit.
Am 30. September 2022 erhielt Scheibenbogen das Bundesverdienstkreuz am Bande von Bundespräsident Frank-Walter Steinmeier für ihre Forschung und Öffentlichkeitsarbeit zu ME/CFS. In zahlreichen Medienauftritten klärt sie über ME/CFS und Long COVID auf und stellt die Situation der Betroffenen dar.